# إيلي هيرشفيلد
إيلي هيرشفيلد (بالإنجليزية: Elie Hirschfeld)‏ هو منتج مسرحي ‏ أمريكي، ولد في 25 ديسمبر 1949.

## وصلات خارجية
- إيلي هيرشفيلد على موقع قاعدة بيانات برودواي على الإنترنت (الإنجليزية)